# Malesherbia tocopillana
Malesherbia tocopillana är en passionsblomsväxtart som beskrevs av Mario Héctor Ricardi Salinas. Malesherbia tocopillana ingår i släktet Malesherbia och familjen passionsblomsväxter. Inga underarter finns listade i Catalogue of Life.